# Лагюн
Лагю́н (Лагун; фр. Lagunes) — область на юге Кот-д’Ивуара.
- Административный центр — город Абиджан.
- Площадь — 13 323 км², население — 5 336 658 человек (2010 год).

## География
На западе граничит с областью Сюд-Бандама, на северо-западе с областью Фромаже, на севере с областями Лак и Нзи-Комоэ, на северо-востоке с областью Агнеби, на востоке с областями Муайен-Комоэ и Сюд-Комоэ. На юге омывается водами Гвинейского залива.

## Административное деление
Область делится на 7 департаментов:
- Абиджан
- Алепе
- Дабу
- Гранд-Лаху
- Жаквилль
- Тиассале
- Сикенси (с 2005 г.)